# Waverton (Kumbria)
Waverton – wieś i civil parish w Anglii, w Kumbrii, w dystrykcie (unitary authority) Cumberland. Leży 20 km na południowy zachód od miasta Carlisle i 421 km na północny zachód od Londynu. W 2011 roku civil parish liczyła 306 mieszkańców.